# Форт Тер-Вау
Форт Тер-Вау (Ter-Waw) — бывший форт армии США, который был расположен в десяти километрах от устья реки Кламат в бывшей резервации реки Кламат и в городе Кламат Глен, штат Калифорния.
Форт Тер-Вау был военным постом Соединенных Штатов, созданным для охраны резервации реки Кламат и поддержания мира между индейскими племенами Толова и Юрок и поселенцами. Он был основан на территории бывшего округа Кламат (штат Калифорния) 12 октября 1857 года старшим лейтенантом Джорджем Круком, который и предложил назвать форт "Тер-Вау", и солдатами роты D 4-го пехотного полка США.  Форт входил в военный округ Гумбольдт, штаб-квартира которого была расположена в форте Гумбольдт. За декабрь 1861 года и январь 1862 года, во время Великого наводнения 1862 года, форт был частично затоплен 4 раза, 17 из 20 зданий были смыты. Было принято решение построить форт заново в новом месте, однако 11 июня 1862 года генерал Джордж Райт отменил приказ о повторном строительстве форта, так как любое место вдоль реки могло быть затоплено. Гарнизон форта был переброшен в строящийся на тот момент Кэмп Линкольн, расположенный в 10 километрах к северо-востоку от Кресент-Сити.

## Происхождение названия
На языке индейского племени Юрок "Ter-Waw" значит "прекрасное место".